# Richard Knorre
Richard Knorre (geboren 20. November 1900 in Mährisch-Ostrau, Österreich-Ungarn; gestorben 28. September 1964 in Köln) war ein tschechoslowakischer Politiker.

## Leben
Richard Knorre war zunächst Fabrikarbeiter. Im Jahr 1935 lebte er als Angestellter in Römerstadt. Er wurde Mitglied der Sudetendeutschen Partei (SdP) und wurde 1935 in das Tschechoslowakische Abgeordnetenhaus gewählt. In der Partei gehörte er zum Aufbruch-Kreis und geriet 1937 im Zusammenhang mit dem Parteiausschluss Rudolf Kaspers in ein parteiinternes Ordnungsverfahren. Nach der Okkupation des Sudetenlandes durch das Deutsche Reich erlosch sein Mandat. Zum 1. November 1938 trat er der NSDAP bei (Mitgliedsnummer 6.810.311). Er erhielt nun eine Stelle in der Kreisverwaltung Mährisch-Trübau der Deutschen Arbeitsfront (DAF) im Rang eines Kreisobmanns. Seine Geschäftsführung wurde bereits am 13. September 1939 vom Obersten Prüfungsamt der DAF gerügt. Das NSDAP-Parteigericht Kreis Mährisch-Trübau erkannte ihm daraufhin für drei Jahre alle Parteiämter ab. 
Knorre lebte nach dem Zweiten Weltkrieg in Duisburg und in Köln.